# ボイト (機関車)
ボイト（BEUTH）はアウグスト・ボルジヒにより1841年に製造された機関車（製造番号24）。ドイツで最初の独自に開発された蒸気機関車とされている。その呼称はプロイセン人のクリスチャン・ペーター・ヴィルヘルム・ボイトにちなむ。
この機関車は、ジョージ・スチーブンソン製機関車との競争に約10分差で勝利し、以後10年にわたってドイツの高速機関車の製造が続いた。 1軸の動輪と1軸ずつの先輪・従輪、そして縦形のボイラーが比較的高いスピードを可能にした。
現在、本機のレプリカがベルリン・ドイツ技術博物館で展示されている。